# Komposition (bildende Kunst)
In der bildenden Kunst bezeichnet die Komposition (lateinisch compositio: Anordnung, Gestaltung, Zusammensetzung, Zusammenstellung) (auch Anordnungsprinzip, Aufbau des Bildgefüges, Bildaufbau) die bewusste, wohldurchdachte oder intuitive Auswahl und Anordnung von bildnerischen Mitteln in einem Kunstwerk. Der Begriff bezieht sich auf flächige Werke (Fotografie, Gemälde, Grafik, Relief, Zeichnung) und auf räumliche Werke (Architektur, Gartenkunst, Landschaftsgestaltung, Plastik, Skulptur, Skulpturengruppen, Stadtbaukunst).

## Elemente der Komposition
Alle bildnerischen Mittel können Elemente der Komposition bilden. Ihre enorme Vielfalt spiegelt die Komplexität und Mannigfaltigkeit der Kunstwerke wider. Unter anderem zählen dazu:
- Format: Hoch-, Querformat, Quadrat, Kreis (Tondo), Oval, Raute, frei geformt.
- Punkte: Schwerpunkt(e), Mittelpunkt(e).
- Ordnungsprinzipien: Reihung, Rhythmus, Ballung, Streuung, Symmetrie, Asymmetrie, Struktur, Raster.
- Linien: wirkliche oder gedachte, gerade, gebogen, geknickt, Hauptachsen, Senkrechte, Mittelsenkrechte, Diagonalmethode (Diagonalkomposition), Fluchtlinien, Blickführung.
- Flächen/Formen: geometrische Figuren, Dreieckskomposition, Kreis(e), Quadrat(e), Symmetrie, Asymmetrie, wirklichkeitsgetreu, abstrakt.
- offene Komposition: die Motive sind vom Bildrand angeschnitten – geschlossene Komposition: Die Motive sind vollständig dargestellt.[2]
- Raum: Flächigkeit, Perspektive, Bildzonen: Vorder-, Mittel- und Hintergrund. Horizont.
- Farben: gegensätzlich, harmonisch, kalt, warm, vorherrschende Farben (Farbverwandtschaft).

- Proportion: Zahlenverhältnis der Maße innerhalb eines Objektes (z. B. menschliche Proportionen), zwischen zwei Objekten oder zwischen einem Objekt zum Ganzen. Goldener Schnitt, Drittelregel.
- Bewegung/Dynamik: atektonische Komposition – Ruhe/Statik: tektonische Komposition.
- Licht und Schatten

### Hell-Dunkel-Komposition
- Verteilung von hellen und dunklen Bereichen
- Hell-Dunkel-Schattierung, Plastizität.
- Licht/Beleuchtungsstil: Normalbeleuchtung, dunkel (Low-Key), hell (High-Key), hartes, gerichtetes Licht, weiches, diffuses Licht.
- Lichtrichtung: Auflicht, Frontallicht, Gegenlicht, Seitenlicht, Unterlicht.
- Lichtquellen: natürlich (Sonne, Mond), künstlich (Kerzen, Lampen), sichtbar, verdeckt, außerhalb des Bildes
- Schatten: Eigenschatten, Schlagschatten

### Kontrast
- Farbkontraste: Farbe-an-sich-, Hell-Dunkel-, Kalt-Warm-, Komplementär-, Qualitäts-, Simultankontrast.[3]
- Formkontrast: gerade – krumm, rund – eckig, gestaucht – gestreckt.
- Quantitätskontrast: viel – wenig, groß – klein, häufig – selten.
- Richtungskontrast: links – rechts, aufwärts – abwärts.
- Proportionskontrast: lang – kurz, breit – schmal, dick – dünn.
- Bewegungskontrast: bewegt – ruhend, still – turbulent.

## Kompositionsskizze
Eine Kompositionsskizze ist eine gezeichnete Skizze eines Gemäldes und zeigt besonders auffallende, wichtige Schwerpunkte, Linien und Formen. Die Skizze verdeutlicht kompositorische Einzelaspekte und hilft, den Bildaufbau, Zusammenhänge, Wirkungen und Aussagen besser zu verstehen. Um eine erste Einschätzung der Komposition zu erhalten, eignet sich oft ein einfaches Kompositionsraster, bestehend aus Mittelsenkrechte, Mittelwaagerechte und zwei Diagonalen. Daneben können Schwerpunkte, wichtige Linien, geometrische Grundformen und Bewegungsrichtungen wichtige Anhaltspunkte zur Bildaussage liefern. Mit einer tonalen Skizze, die die Hell-Dunkel-Verteilung und die Licht- und Schattenbereiche wiedergibt, lässt sich ein Teil der Komposition klären.

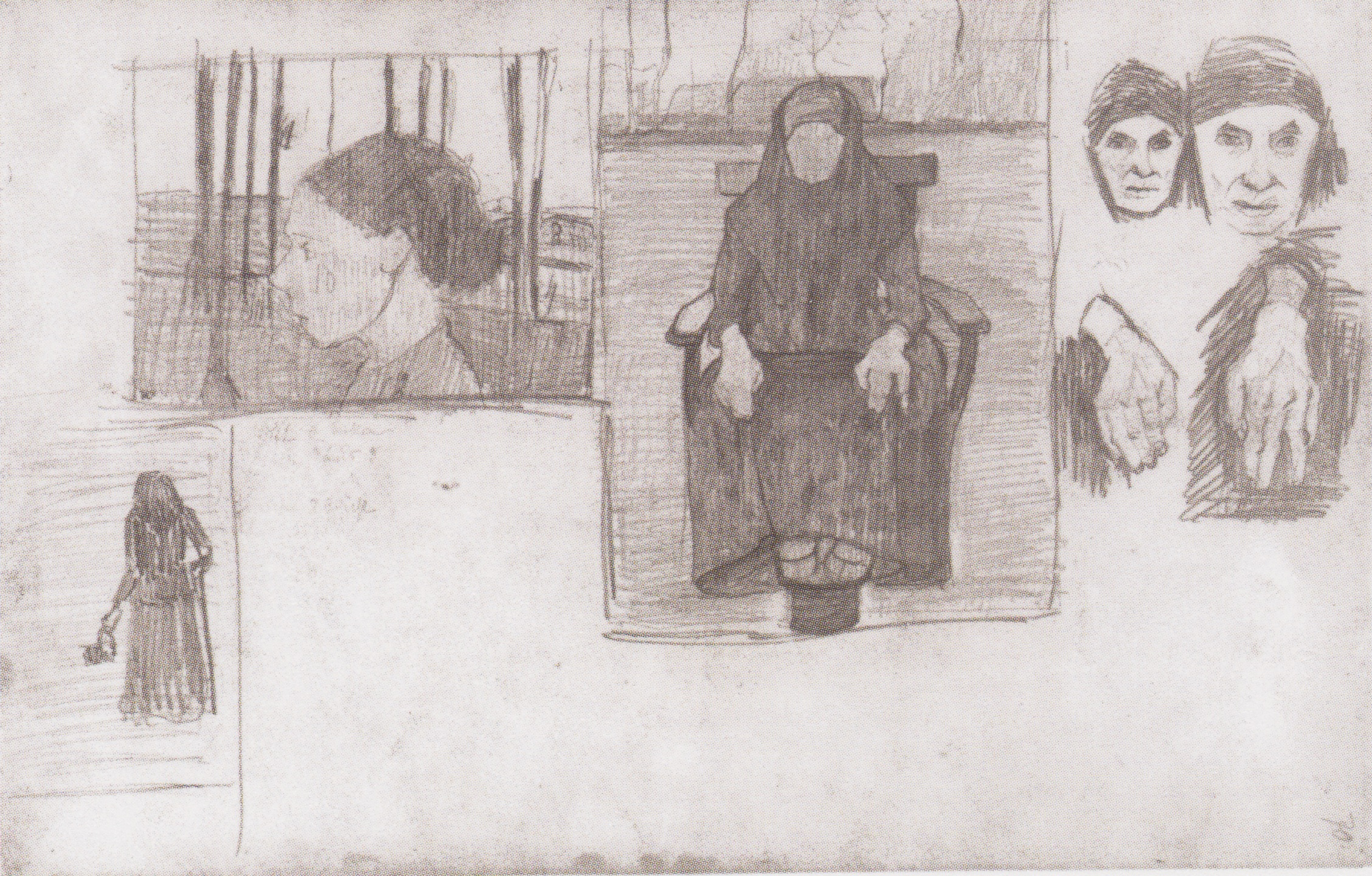
Kompositionsskizze für „Sitzende Alte“. Paula Modersohn-Becker.
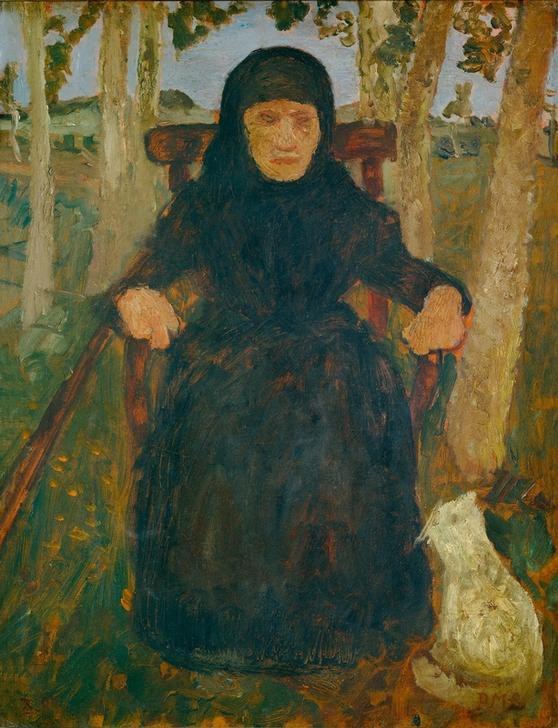
Paula Modersohn-Becker (1876–1907): Sitzende Alte mit Katze, 1904.

## Geschichte
Im Mittelalter sind vertikale Kompositionslinien typisch. Seit der Renaissance liegen häufig geometrische Figuren wie Dreieck, Quadrat und Kreis zugrunde. Im Barock bestimmen oft Diagonalen oder Ellipsen den Bildaufbau. Insgesamt gibt es aber keine strenge Tradition von bestimmten Kompositionsarten in einzelnen Epochen.

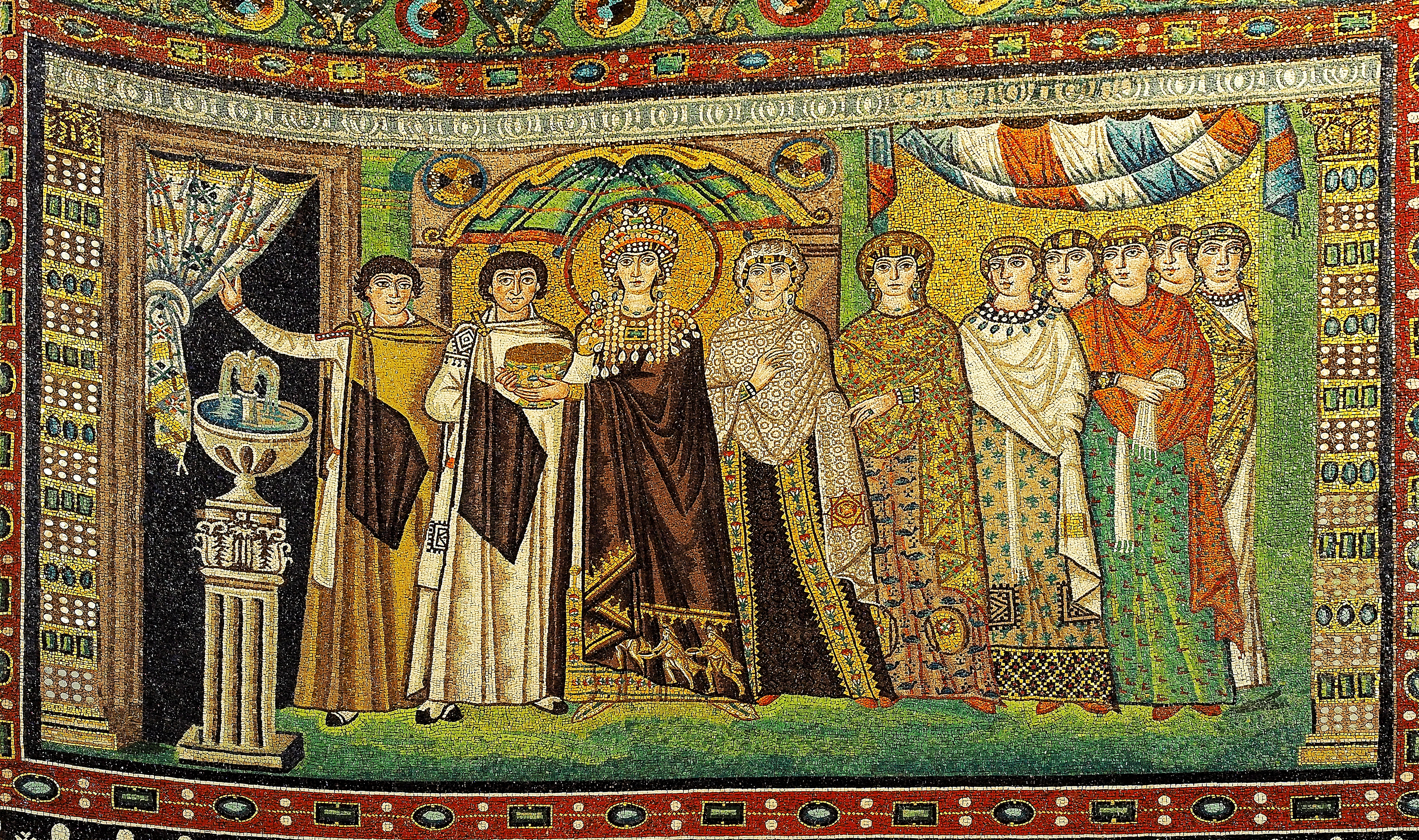
Vertikale Kompositionslinien. Reihung der Personen. Mosaik, San Vitale Ravenna.
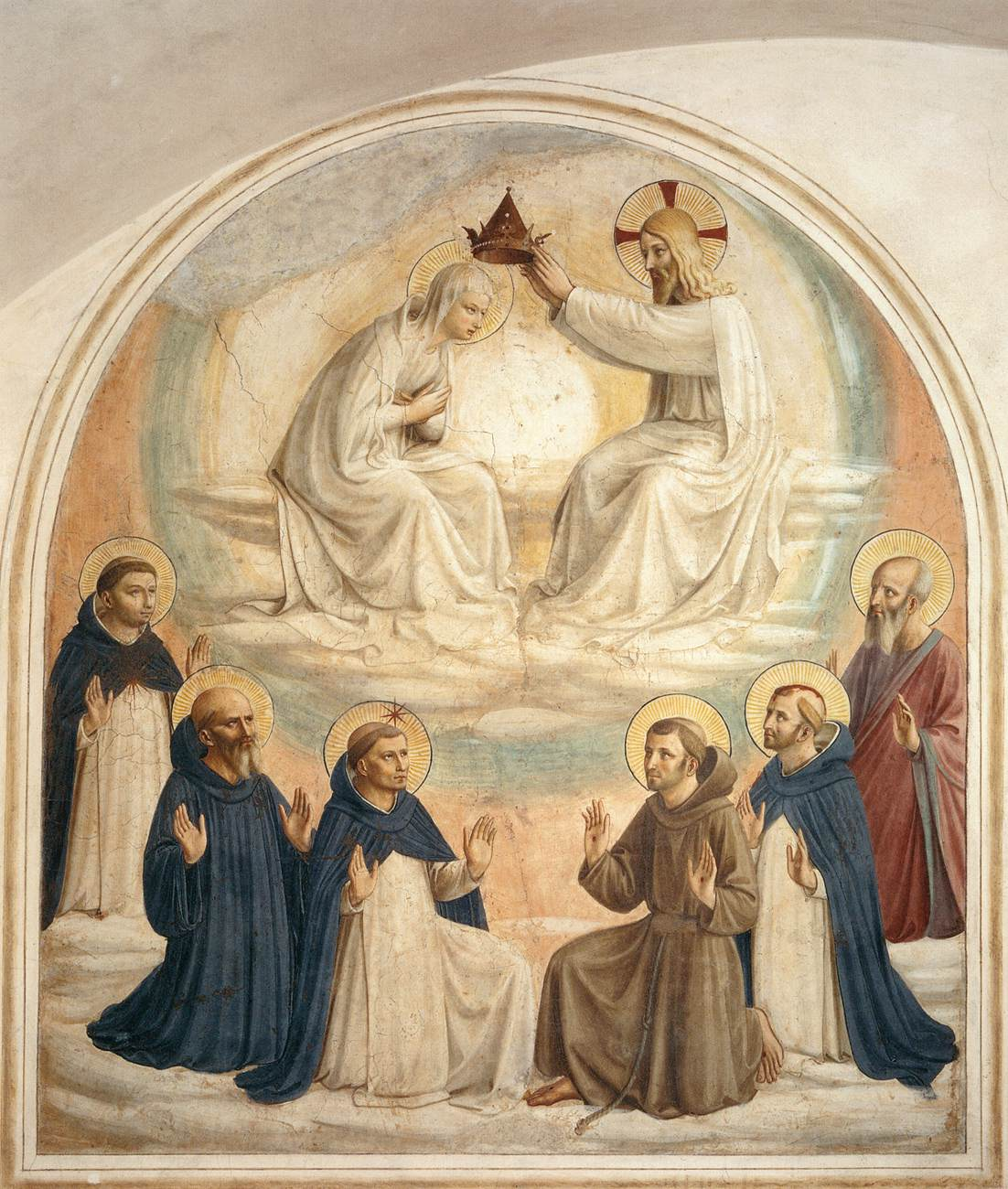
Kreiskomposition der Frührenaissance. Fra Angelico: Krönung Mariae, Florenz San Marco.
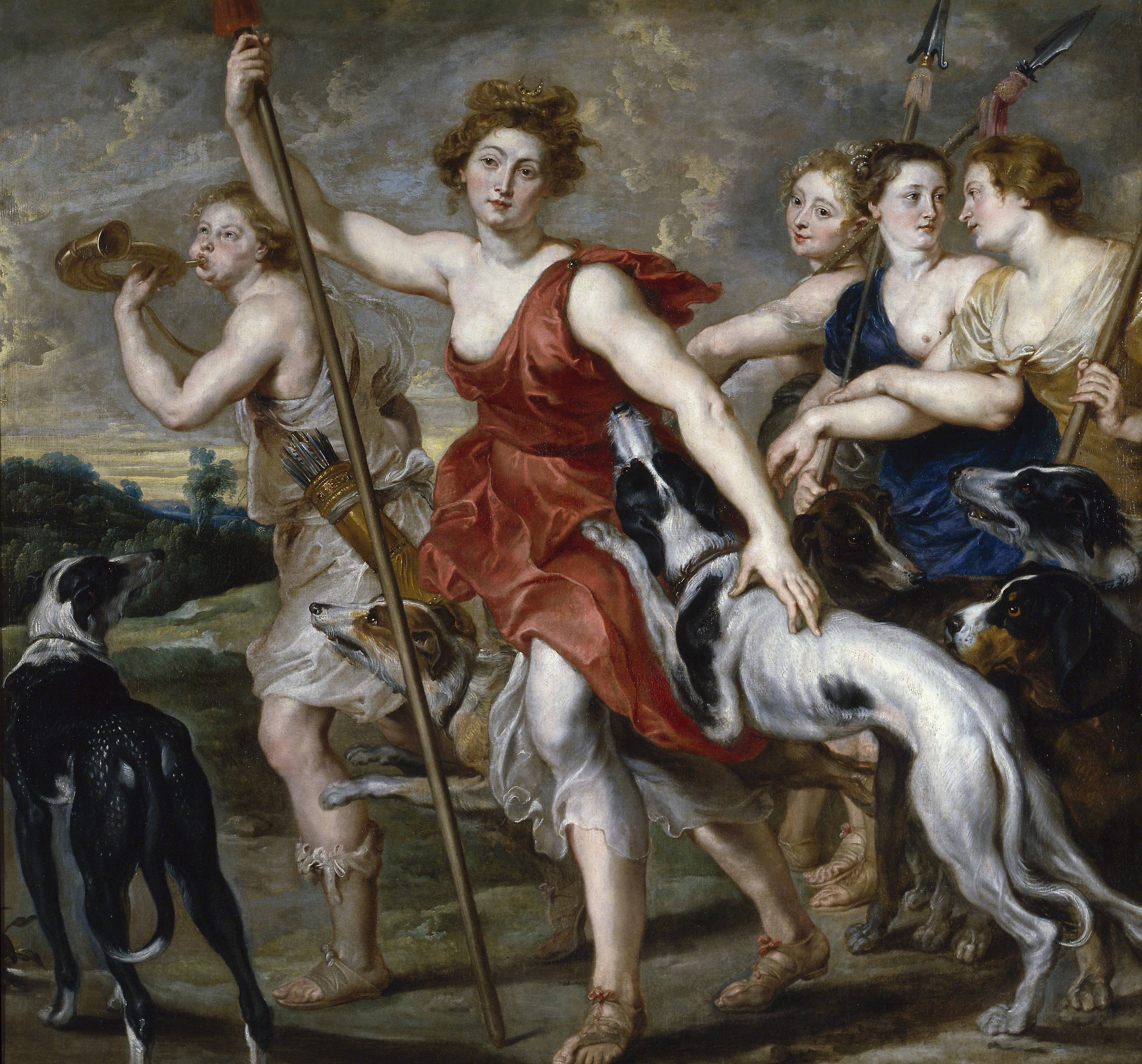
Barocke Diagonalkomposition. Peter Paul Rubens: Diana.

## Komposition in der Architektur

### Allgemeines
Zu den Elementen der Komposition werden in der Architektur gezählt:
- Proportion: Das Verhältnis eines Objekts zu einem anderen bzw. eines Teils eines Objekts zum Ganzen.
- Größenverhältnis: Verhältnis der Größe eines Objekts zu einem anderen bzw. eines Teils eines Objekts zum Ganzen.
- Wiederholung: Die Wiederkehr gleicher Farben, Elemente usw. im Gesamtobjekt
- Rhythmus: Durch die wiederholte Verwendung eines oder mehrerer Designobjekte kann ein Eindruck von organisierter Bewegung geschaffen werden.
- Kontrast: Durch gemeinsame Verwendung ungleicher Objekte (verschieden etwa in Größe, Textur, Farbe, Position, Form, Ausrichtung) kann innerhalb von zwei- oder dreidimensionalen Kompositionen ein Eindruck von Tiefe geschaffen werden.
- Balance: Ein Eindruck von Gleichgewicht kann durch Achsensymmetrie erzeugt werden, aber auch durch asymmetrische Kompositionen ungleicher Elemente, die dennoch an einem zentralen Punkt ausbalanciert sind.
- Beschränkung: Durch Verzicht auf Überflüssiges wird die Komposition unter Kontrolle gehalten.
- Definition: Die Umrisslinien der einzelnen Elemente einer Komposition (Fenster, Geschosse, Säulen) müssen dem Auge eine klare Orientierung geben.
- Hierarchie: Die Verteilung der Designelemente auf unterschiedliche Ebenen von Wichtigkeit. Visuelle Hierarchie erzeugt Prioritäten und Blickpunkte.
- Akzentuierung: Die Hervorhebung einzelner Designelemente. Ziel ist es, dem Auge des Betrachters einen Punkt zu geben, von dem die Betrachtung ihren Ausgang nimmt, um von hier aus die Komposition nach und nach in ihrer Gesamtheit zu erkunden.
- Stärke: Um einen visuelle Eindruck von Stabilität zu erzeugen, können bestimmte Formen (z. B. Dreiecke) und Elemente (z. B. Säulen), aber auch bestimmte Materialien (z. B. Stein) verwendet werden.
- Einheit: Die verschiedenen Designelemente müssen miteinander harmonieren.

### Don Hanlon:Compositions in Architecture
Als eines der neueren Standardwerke zur Komposition in der Architektur gilt Don Hanlons 2009 erschienenes Buch Compositions in Architecture. Der Autor ist Emeritus der University of Wisconsin in Milwaukee.
Hanlon versteht das Buch nicht als Taxonomie von Bauwerktypen, sondern als eine eklektische Ressource, die Studierenden beim Einstieg in die Theorie der Form helfen soll, indem sie einige wichtige Tendenzen der Komposition aufweist. Als die Grundelemente der Komposition bestimmt er für diesen Zweck:
- Zahl: Alle Bestandteile der physischen Welt sind mit Zahlen beschreibbar.
- Geometrie: Die Form einer Zahl. Auf der Zahl 6 etwa basieren Sechsecke und kristalline Muster.
- Proportion: Das Zahlenverhältnis der Maße innerhalb einer geometrischen Figur oder zwischen Teilen einer größeren Komposition.
- Hierarchie: Die relative Wichtigkeit der einzelnen Teile einer Komposition. Uniformität wird in der Architektur mit einem Mangel an (visueller, emotionaler, spiritueller) Energie assoziiert.
- Orientierung: Objekte der physischen Welt haben eine innere und eine äußere räumliche Ausrichtung. Die erstere ist die Ausrichtung der eigenen Bestandteile, die letztere die Ausrichtung im Verhältnis zu anderen Objekten.

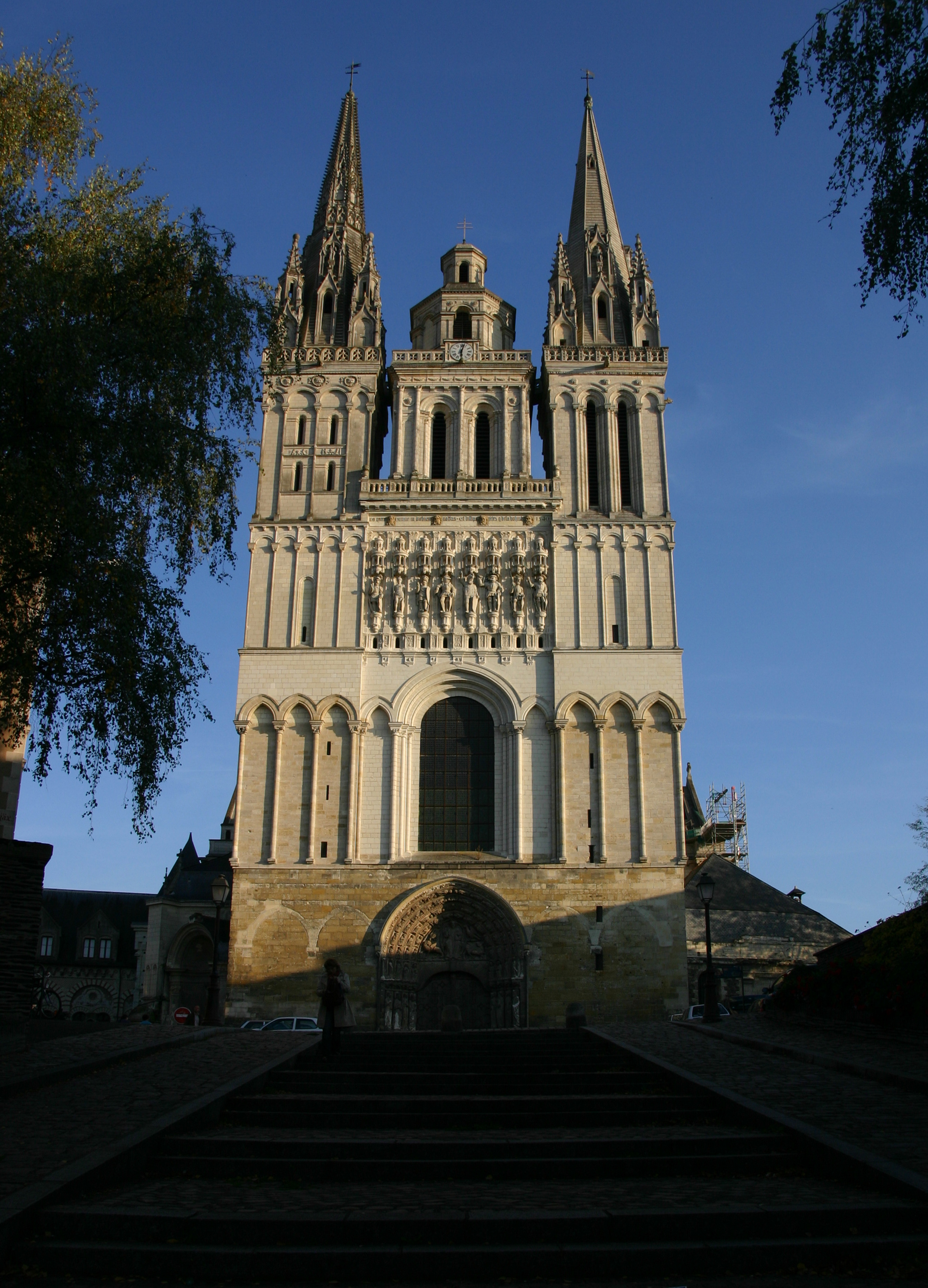
Diese Fassade verdankt ihre visuelle Lebhaftigkeit der Verwendung ungleicher Zahlen von Bögen.
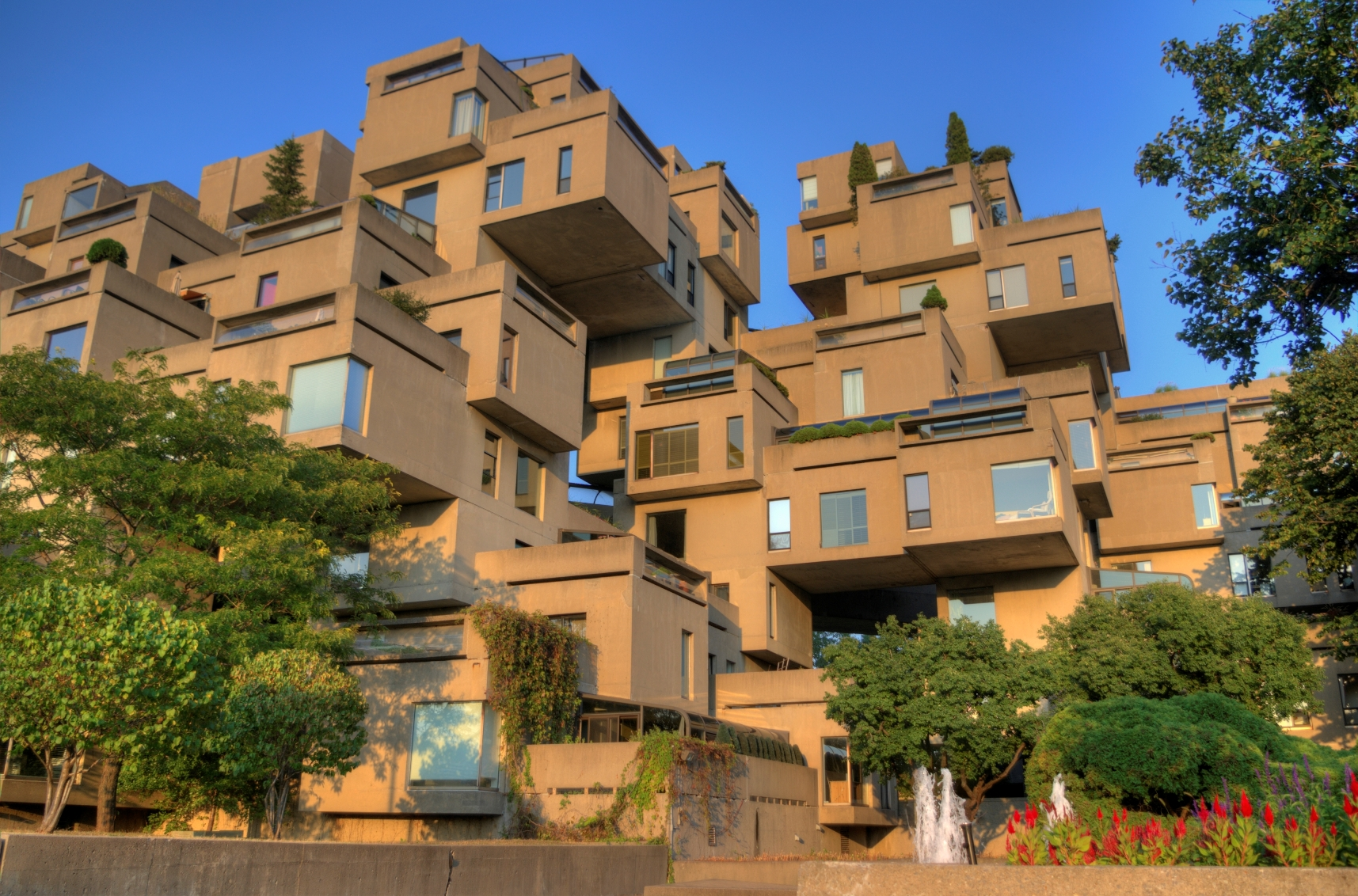
Geometrie: Das Design des Habitat 67 basiert auf Quadern.
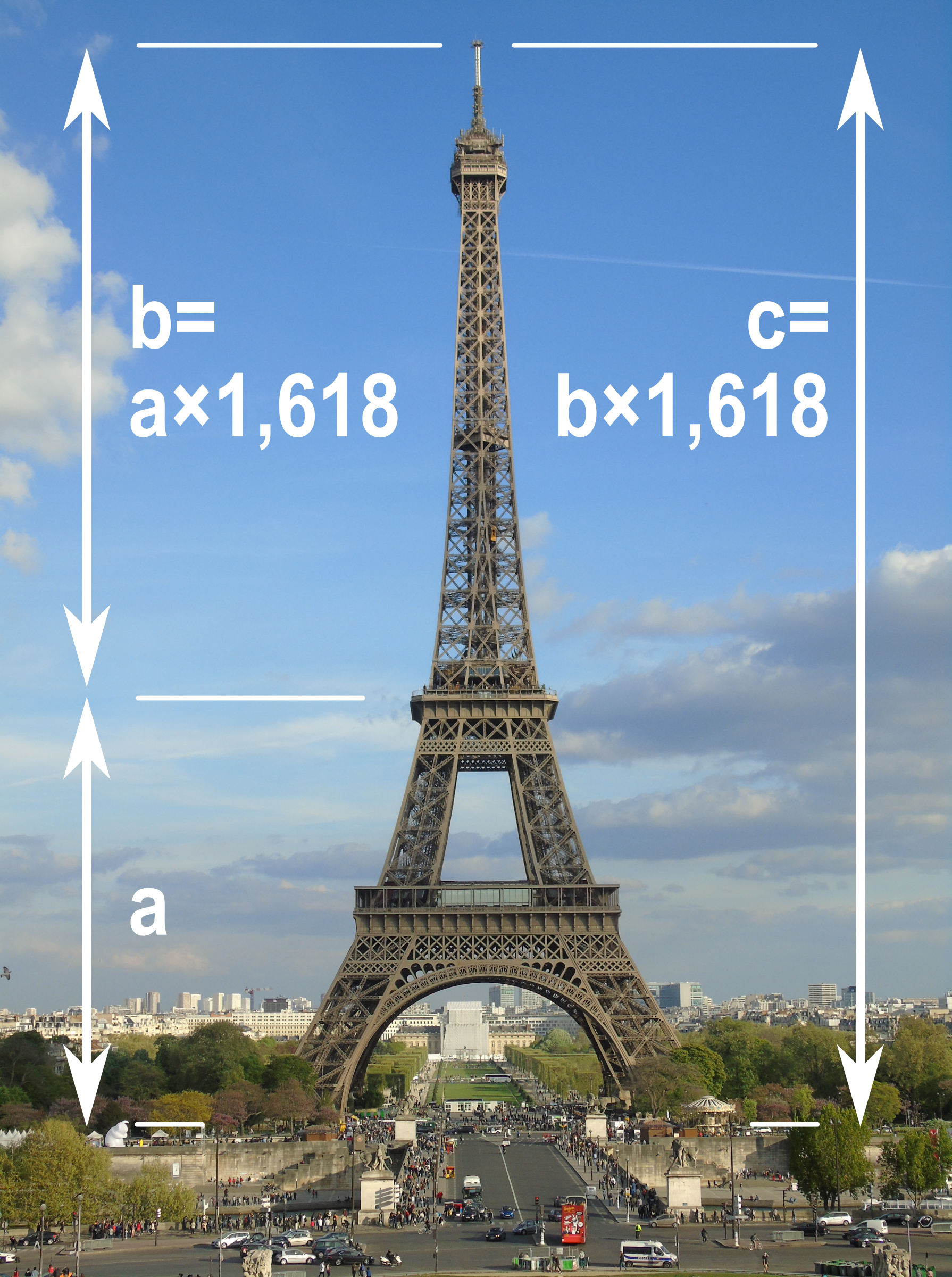
Proportionen des Eiffelturms (hier: goldener Schnitt)
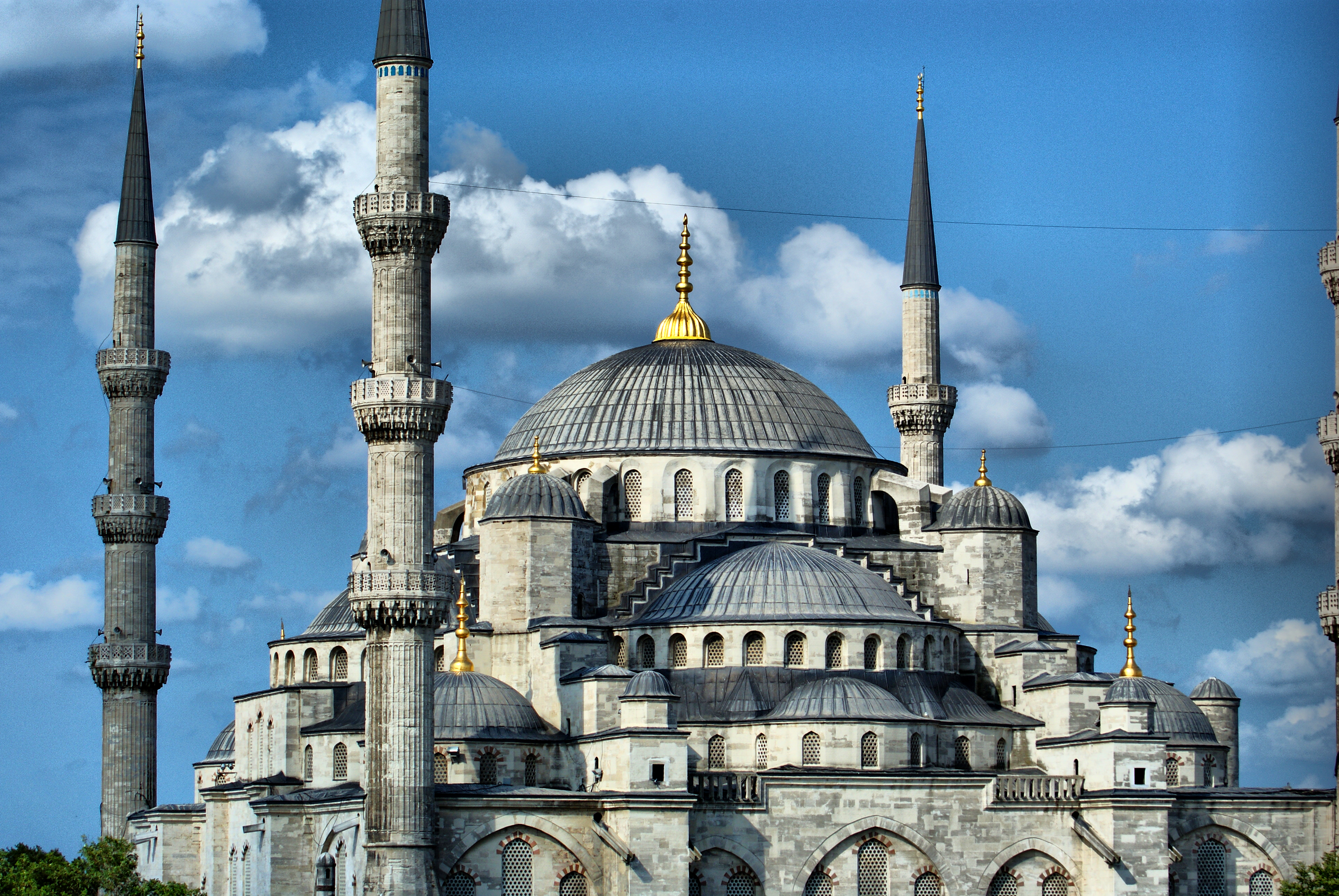
Hierarchie: Die nach Größen gestaffelten Kuppeln auf der Sultan-Ahmed-Moschee
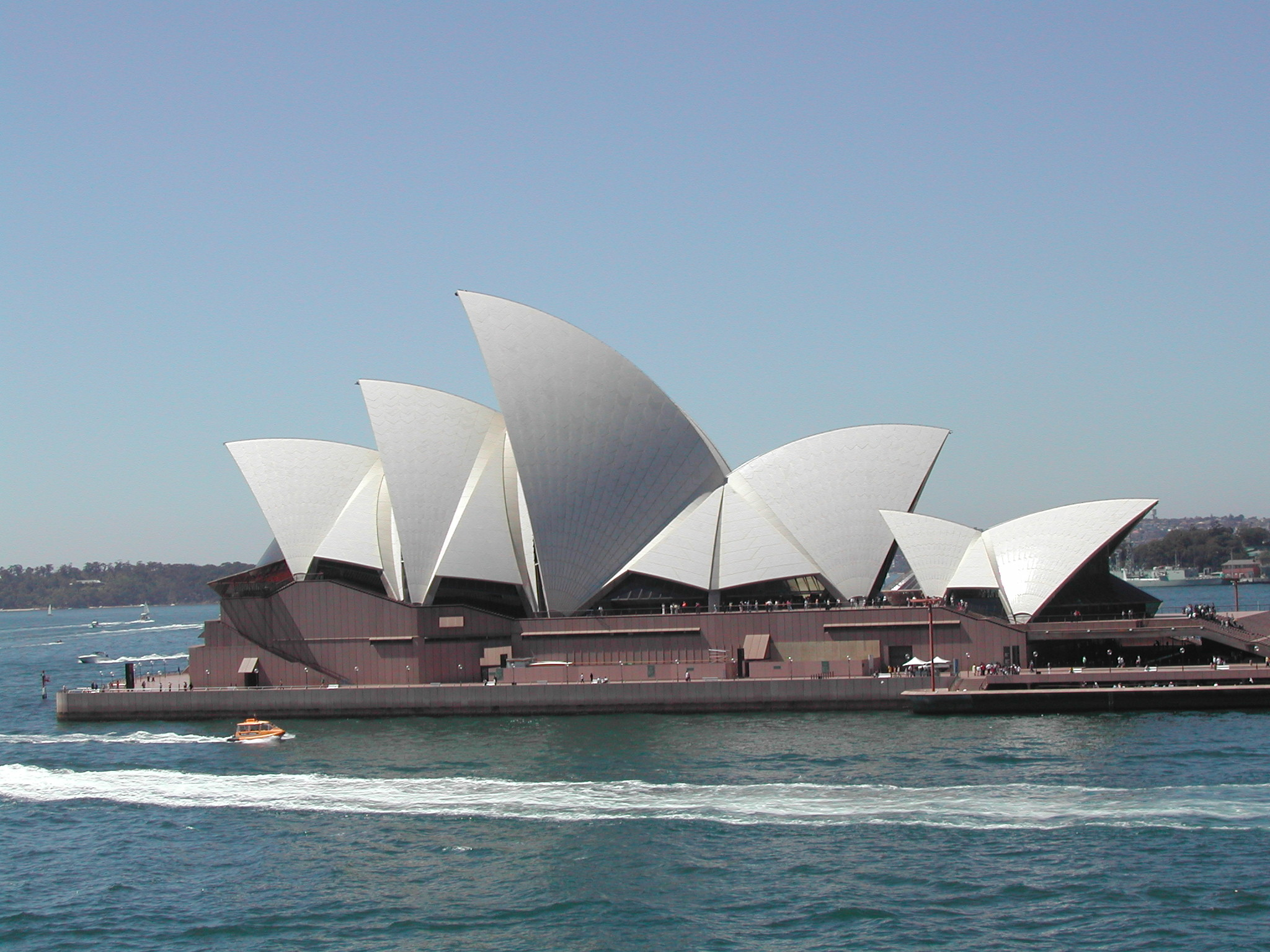
Die gekrümmten Schalen auf dem Dach des Sydney Opera House sind alle unterschiedlich ausgerichtet.